# Birgit Schölzhorn
Birgit Schölzhorn (12 de octubre de 2003) es una deportista italiana que compite en biatlón. Ganó una medalla de bronce en el Campeonato Europeo de Biatlón de 2025, en la prueba de relevo.

## Palmarés internacional
| Campeonato Europeo | Campeonato Europeo | Campeonato Europeo | Campeonato Europeo |
| Año                | Lugar              | Medalla            | Prueba             |
| ------------------ | ------------------ | ------------------ | ------------------ |
| 2025               | Martello (Italia)  | Medalla de bronce  | Relevo             |